# Ormetica longilinea
Ormetica longilinea là một loài bướm đêm thuộc phân họ Arctiinae, họ Erebidae.